# Helodon candicans
Helodon candicans är en tvåvingeart som först beskrevs av Rubtsov 1956.  Helodon candicans ingår i släktet Helodon och familjen knott. Inga underarter finns listade i Catalogue of Life.